# Briord

Briord este o comună în departamentul Ain din estul Franței.